# Edmund Rose

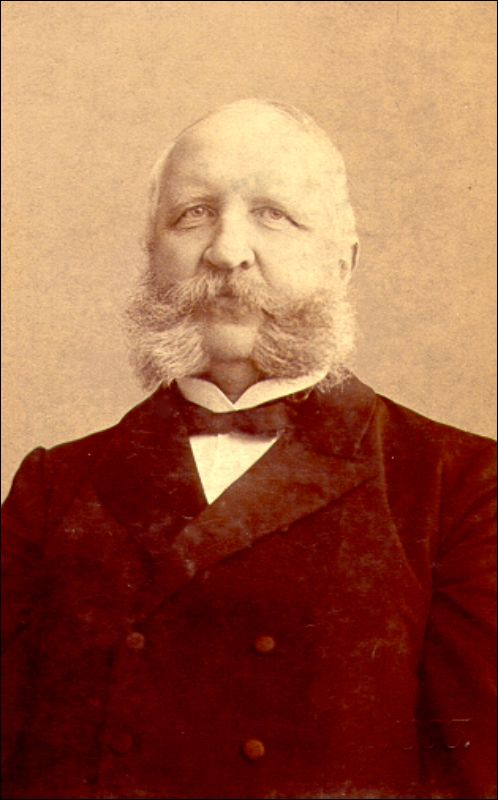
Edmund Rose

Edmund Rose (* 10. Oktober 1836 in Berlin; † 31. Mai 1914 ebenda) war ein deutscher Chirurg und Hochschullehrer.

## Biografie
Rose entstammte einer märkischen Kaufmanns- und Gelehrtenfamilie aus der Mark Brandenburg. Sein Vater war der Mineraloge Gustav Rose.
Edmund Rose studierte 1854–1858 an der Friedrich-Wilhelms-Universität zu Berlin und der Julius-Maximilians-Universität Würzburg Medizin. Sein besonderes Interesse galt der Farbenblindheit. 1858 wurde er in Würzburg mit einer Arbeit über die Farbenblindheit durch den Verzehr von Santonin promoviert. Auch nach seiner Promotion erforschte Rose die Farbtäuschungen und entwickelte einen Farbenmesser. 1860 wurde er Assistent von Robert Friedrich Wilms im Diakonissenkrankenhaus Bethanien in Berlin. Hier habilitierte sich Edmund Rose für Chirurgie und Augenheilkunde.
Von 1867 bis 1881 war er Ordinarius für Chirurgie an der Universität Zürich. Als Nachfolger seines Lehrers Wilms leitete Rose von 1881 bis 1903 die Chirurgische Abteilung des Krankenhauses Bethanien in Berlin-Kreuzberg.
Edmund Rose starb 1914 im Alter von 77 Jahren in Berlin und wurde auf dem Alten St.-Matthäus-Kirchhof in Schöneberg beigesetzt. Das Grab ist nicht erhalten.

## Militäreinsätze
- 1866: Deutscher Krieg
- 1870/71: Deutsch-Französischer Krieg in einem Lazarett Berlin-Tempelhof und Schlacht an der Lisaine.

## Mitgliedschaften
- Seit 1871: Deutsche Gesellschaft für Chirurgie
- Seit 1882: Deutsche Akademie der Naturforscher Leopoldina[3]

## Veröffentlichungen
- Zum Andenken an Wilhelm Baum. Ein Nekrolog. Deutsche Zeitschrift für Chirurgie 19 (1884), S. 345–352.
- Herztamponade. Ein Beitrag zur Herzchirurgie. Vogel, Leipzig 1884.
- Delirium tremens und delirium traumaticum. Enke, Stuttgart 1884 (»Deutsche Chirurgie«, Bd. 07 - Digitalisate siehe dort)
- Über das Leben der Zähne ohne Wurzel. Deutsche Zeitschrift für Chirurgie, 1887.
- Der Starrkrampf beim Menschen. Enke, Stuttgart 1897 (»Deutsche Chirurgie«, Bd. 08 - Digitalisate siehe dort)